# مصطفى فارس (قاضي مغربي)
مصطفى فارس (مواليد سنة 1947، الدار البيضاء) قاضي مغربي، الرئيس الأول لمحكمة النقض والرئيس المنتدب للمجلس الأعلى للسلطة القضائية بالمغرب.

## مسيرته
ازداد مصطفى فارس بمدينة الدار البيضاء سنة 1947.
حاصل على الإجازة في الحقوق، انخرط في سلك القضاء في 29 فبراير 1973.
عام 1974، تمّ تعيينه بمركز البروج ثم بإقليمية مراكش قبل أن يُعين قاضيا بابتدائية خريبكة سنة 1978 ومستشارا بالغرفة الاستئنافية بخريبكة في 1981.
وفي سنة 1984 عُيّن رئيسا لغرفة بمحكمة الاستئناف بالرباط، ووكيلا للملك لدى المحكمة الابتدائية بعين السبع -الحي المحمدي سنة 1989.
وفي 13 يوليوز 2006 عيّنه الملك محمد السادس رئيسا للودادية الحسنية للقضاة.
وعين وكيلا عاما للملك لدى محكمة الاستئناف التجارية بالدار البيضاء عام 2007، وهو المنصب الذي ظل يشغله إلى حين تعيينه في 23 فبراير 2010 رئيسا أول للمجلس الأعلى للسلطة القضائية.
و لم يعد يشغل هذا المنصب بعد تولى السيد محمد عبد النباوي منذ 22 مارس 2021

## جوائز وتشريفات
حاصل على وسام العرش من درجة فارس سنة 2003.